# NOM-033-STPS-2015

NOM-033-STPS es una norma oficial mexicana sobre Seguridad y Salud en el trabajo en espacios confinados. Su objetivo es establecer las condiciones mínimas de seguridad al realizar trabajos al interior de espacios confinados en todos los centros de trabajo dentro del territorio nacional mexicano.